# Megáli Mantíneia
Megáli Mantíneia (Megali Mantineia) är en ort i Grekland.   Den ligger i prefekturen Messenien och regionen Peloponnesos, i den södra delen av landet, 180 km sydväst om huvudstaden Aten. Megáli Mantíneia ligger 47 meter över havet och antalet invånare är 191.
Terrängen runt Megáli Mantíneia är varierad. Havet är nära Megáli Mantíneia västerut. Runt Megáli Mantíneia är det glesbefolkat, med 15 invånare per kvadratkilometer. Närmaste större samhälle är Kalamata, 10,2 km nordväst om Megáli Mantíneia. 